# Aloe asperula
Aloe asperula é uma espécie de liliopsida do gênero Aloe, pertencente à família Asphodelaceae.